# Абу-ль-Касим аль-Багави
Абу-ль-Касим Абдуллах ибн Мухаммад аль-Багави (араб. أبو القاسم البغوي‎; 830, Багдад — 929) — мусульманский улем, известный мухаддис. Также известен как Ибн (бинт) Мани́ (ابن (بنت) منيع‎) в честь деда со стороны матери Абу Джафара Ахмада ибн Мани аль-Багави, жителя Багдада, от которого передавали хадисы Муслим ибн аль-Хаджжадж, Абу Дауд и др.

## Биография
Его полное имя: Абуль-Касим Абдуллах ибн Мухаммад ибн Абдуль-Азиз ибн Марзубан ибн Сабур ибн Шахиншах аль-Багави аль-Багдади. Его нисба связана с городом Багшур в Хорасане, из которого родом его отец. Сам Абуль-Касим аль-Багави родился и вырос в Багдаде. Он родился в понедельник, первого числа месяца Рамадан в 214 году по мусульманскому календарю.
Рано начав своё религиозное обучение, аль-Багави слушал хадисы от табиинов, которых застал на тот момент. Он обучался у Ахмада ибн Ханбаля, Али ибн аль-Мадини, своего деда Ахмада ибн Маниа, Али ибн аль-Джада и многих других.
От него передавали хадисы Абу Али ан-Найсабури, Абу Бакр аль-Исмаили, ат-Табарани, ад-Даракутни, Ибн Шахин, Ибн Батта и многие другие.
Абу Абдуррахман ас-Сулами говорил о том, что он спросил ад-Даракутни об Абуль-Касиме аль-Багави, на что он ответил:

Он достойный доверия (сикат), «гора». Имам из числа непоколебимых имамов. У него мало ошибок по сравнению с другими шейхами. Его слова о хадисах лучше слов Ибн Саида.
Оригинальный текст (ар.)وقال أبو عبد الرحمن السلمي: سألت الدارقطني عن البغوي، فقال: ثقة جبل، إمام من الأئمة ثبت، أقل المشايخ خطأ، وكلامه في الحديث أحسن من كلام ابن صاعد.

Абуль-касим аль-Багави скончался в ночь перед Ураза-байрамом в возрасте 103 лет (по исламскому календарю) и был похоронен на кладбище «Баб ат-тибн» (باب التِبْن).